# Manderbach
Manderbach is een plaats in de Duitse gemeente Dillenburg, deelstaat Hessen, en telt 2666 inwoners (2007).